# Antonio González Velázquez
Antonio González Velázquez – hiszpański malarz barokowy specjalizujący się w malarstwie ściennym.
Pochodził z rodziny o tradycjach artystycznych. Jego ojciec Pablo González Velázquez był rzeźbiarzem, a starsi bracia Luis i Alejandro także zostali malarzami. Razem z braćmi pracował przy realizacji malowideł ściennych na sklepieniu i kopule kościoła klasztornego Salezjanów w Madrycie. W 1747 roku wyjechał na 5 lat do Rzymu, gdzie studiował malarstwo dzięki stypendium Królewskiej Akademii Sztuk Pięknych św. Ferdynanda. W 1748 roku wykonał freski w rzymskim kościele Santissima Trinità degli Spagnoli. Jego nauczycielem w Rzymie był Corrado Giaquinto, który później pracował razem z Gonzálezem na madryckim dworze Ferdynanda VII.
W 1752 roku powrócił do Hiszpanii, a rok później współpracował przy realizacji malowideł ściennych w klasztorze Real Monasterio de la Encarnación oraz w kopule kaplicy Bazyliki Nuestra Señora del Pilar w Saragossie. W 1757 roku dzięki rosnącej sławie został mianowany nadwornym malarzem i współpracował przy dekoracji Pałacu Królewskiego w Madrycie. Niedługo potem, w 1765 roku, otrzymał awans na stanowisko dyrektora Akademii Św. Ferdynanda. Jednym z jego uczniów był Luis Paret y Alcázar.
W 1763 roku namalował historyczne dzieło Alegoría y Colón ofreciendo América a los Reyes Católicos, które było elementem dekoracji królewskiego Palacio Nuevo.
Karol III był opiekunem jednej z największych świątyń w Madrycie – Kościoła San Francisco el Grande. Korzystający z protekcji króla Zakon franciszkanów zamówił siedem obrazów mających zdobić ołtarze świątyni, a ich wykonanie zlecono siedmiu znanym malarzom epoki. Wśród wyróżnionych artystów znalazł się również González Velázquez oraz: Francisco Goya, Mariano Salvador Maella, Francisco Bayeu, Andrés de la Calleja, Gregorio Ferro i José del Castillo. Malowidła powstały w latach 1781–1783.
Pod koniec życia poświęcił się współpracy z Królewską Manufakturą Tapiserii Santa Bárbara malując kartony do tapiserii – wzory do produkcji gobelinów. Dla fabryki pracował razem z Francisco Bayeu pod kierunkiem Antona Rafaela Mengsa.
Jego synowie Zacarías i Castór również zostali malarzami, a Isidro został architektem.